# Стурегга

Палеогеографічна реконструкція Північного моря близько 7000 років до Р.Х. під час нижнього голоцену і після закінчення останнього льодовикового періоду

Під назвою Стурегга (нюн. Storegga — букв. «велика кромка») відома серія з трьох зсувів епохи кінця останнього зледеніння. Стурегга відноситься до найбільших катастроф в історії людства.
Хронологічно збігається з глобальним похолоданням 6200 р. до Р.Х. , що дозволяє припустити взаємозв'язок між цими подіями.

## Характеристика
Зсуви сталися під водою на межі континентального шельфу сучасної Норвегії, від якої відколовся і став сповзати шматок розміром з сучасну Ісландію. Зсув викликав велике цунамі в північній частині Атлантичного океану. Зсув захопив по довжині близько 290 км узбережжя, обсяг склав близько 3500 км³.
За даними радіовуглецевого аналізу рослинного матеріалу, виявленого під опадами колишнього цунамі, останній з зсувів стався близько 6100 р. до Р. Х.. У Шотландії виявлені сліди відбувшегося за обвалом цунамі - рештки були виявлені в Монтрозькому басейні і Ферт-оф-Форт на території до 80 км вглиб узбережжя і на висоті до 4 метрів над максимальним рівнем сучасних припливів.
У рамках заходів з підготовки видобутку газу на недавно відкритому родовищі Ормен Ланге були проведені всебічні дослідження давньої катастрофи. Один з висновків дослідження полягав у тому, що зсув був викликаний матеріалами, накопиченими протягом попереднього льодовикового періоду, і повторення подібної катастрофи буде потенційно можливе лише після нового льодовикового періоду.

## Можливий механізм
Передбачається, що зсуву сприяли землетруси, а також звільнення великої кількості газів, зокрема, метану, в результаті декомпозиції газових гідратів. Як ще одну з причин розглядають те, що під впливом землетрусів або океанських течій осадові породи втратили стабільність.

## Вплив на населення
Під час останнього з зсувів все ще існував сухопутний міст, відомий серед археологів під назвою Доггерланд, що з'єднував території сучасних Великої Британії, Данії та Нідерландів і наразі покритий водами Північного моря. Передбачається, що його територія включала болотисті і піщані прибережні землі з затоками і лиманами, і була ідеально придатна для полювання та рибальства, чим і приваблювала людей епохи мезоліту.
Хоча, згідно з поширеною точкою зору, Доггерланд повільно покривався водою в міру поступового підйому рівня моря, була висунута альтернативна теорія, згідно з якою значна частина Доггерланду була затоплена в результаті цунамі, викликаного обвалом, відомим як Стурегга, в результаті чого Британія стала островом. Ця подія, мабуть, знищила практично все прибережне населення епохи мезоліту і відокремила культури в Британії від європейських континентальних.